# Petrus Johannes Arendzen
Pour les articles homonymes, voir Arendzen.
Petrus Johannes Arendzen (né à Amsterdam, le 23 octobre 1846 et mort à Hampstead, le 15 décembre 1932) est un graveur, dessinateur et peintre de portraits néerlandais.

## Biographie

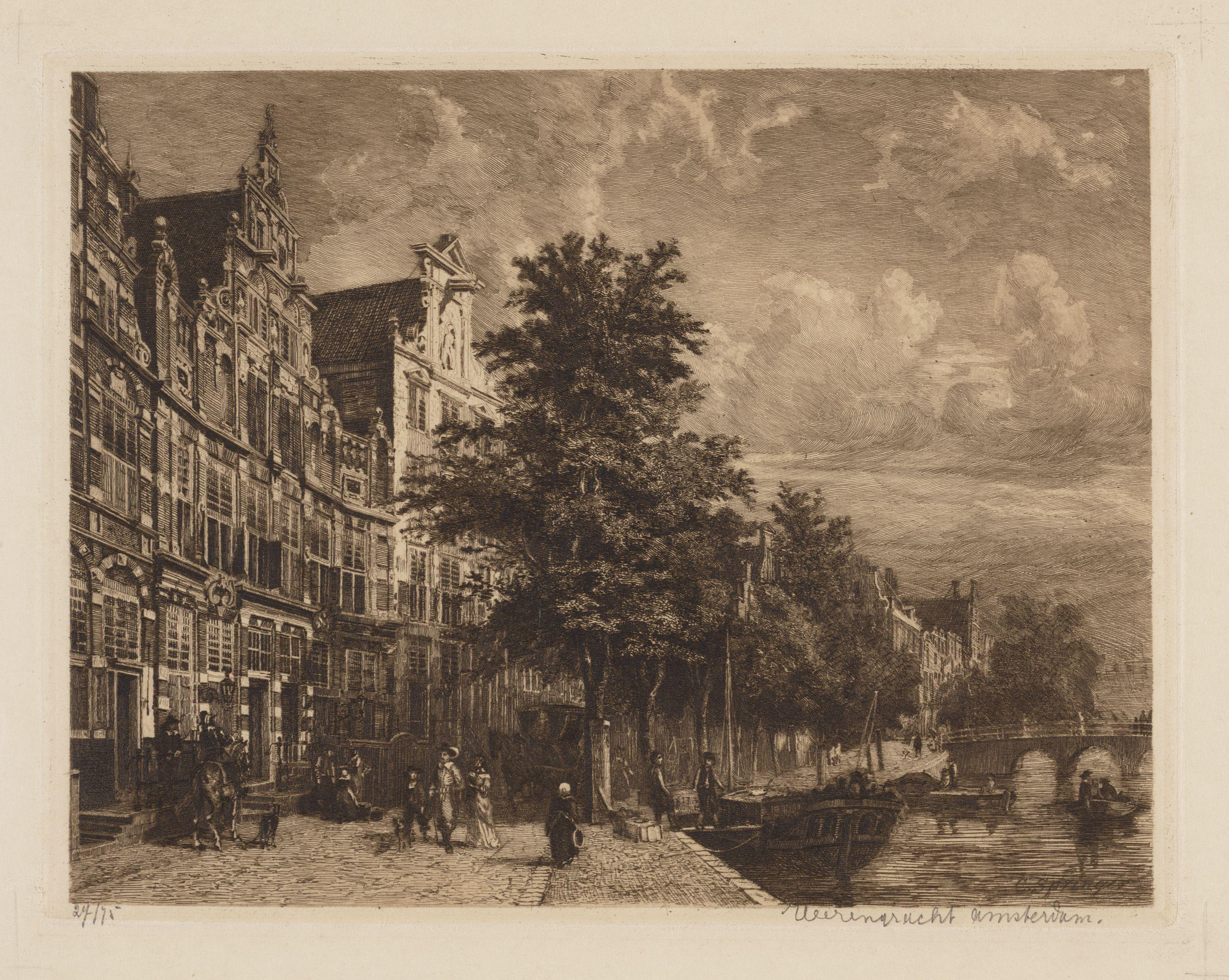
Herengracht 174-168, 1968.
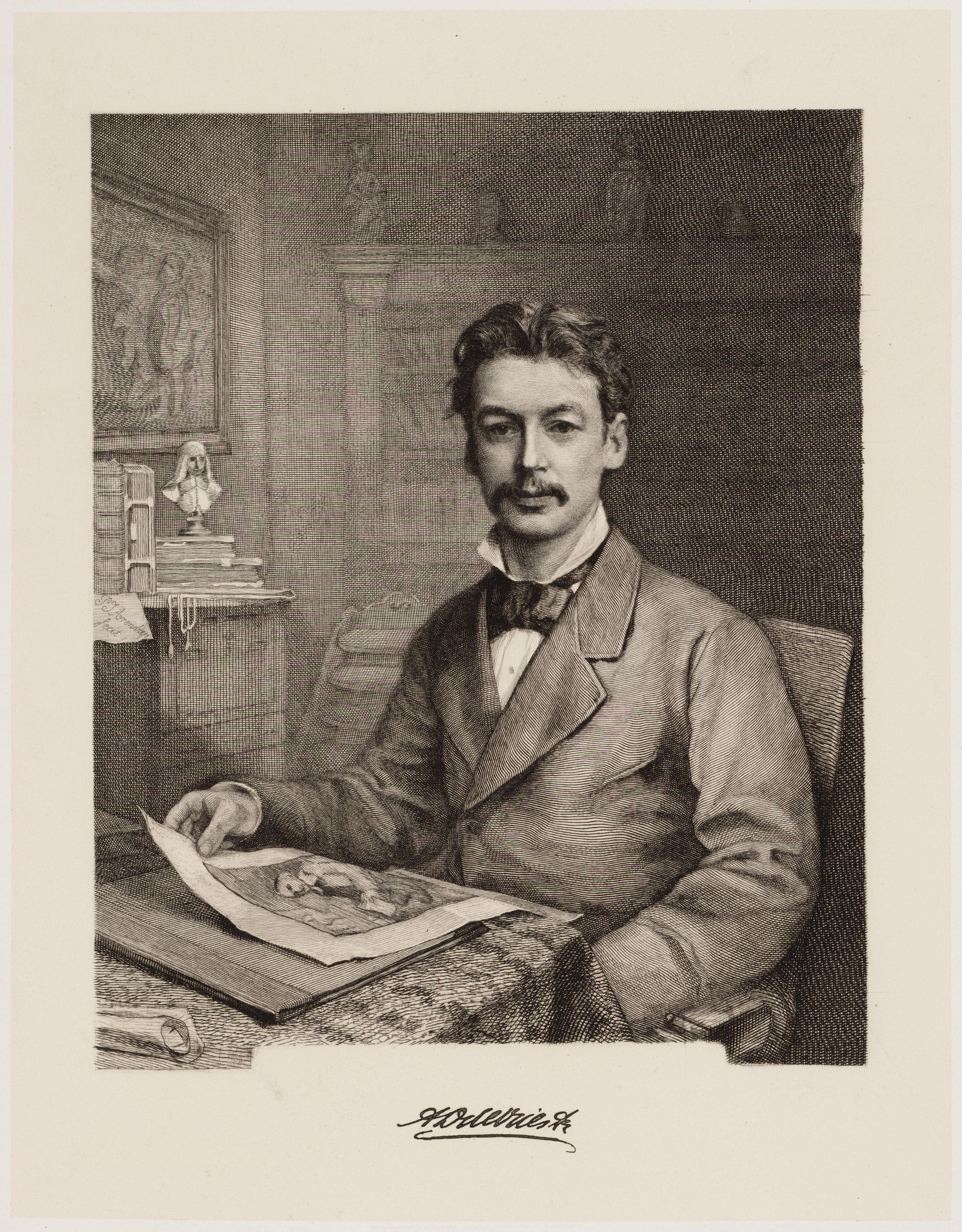
Portrait d'Adrianus Daniël de Vries, 1884.
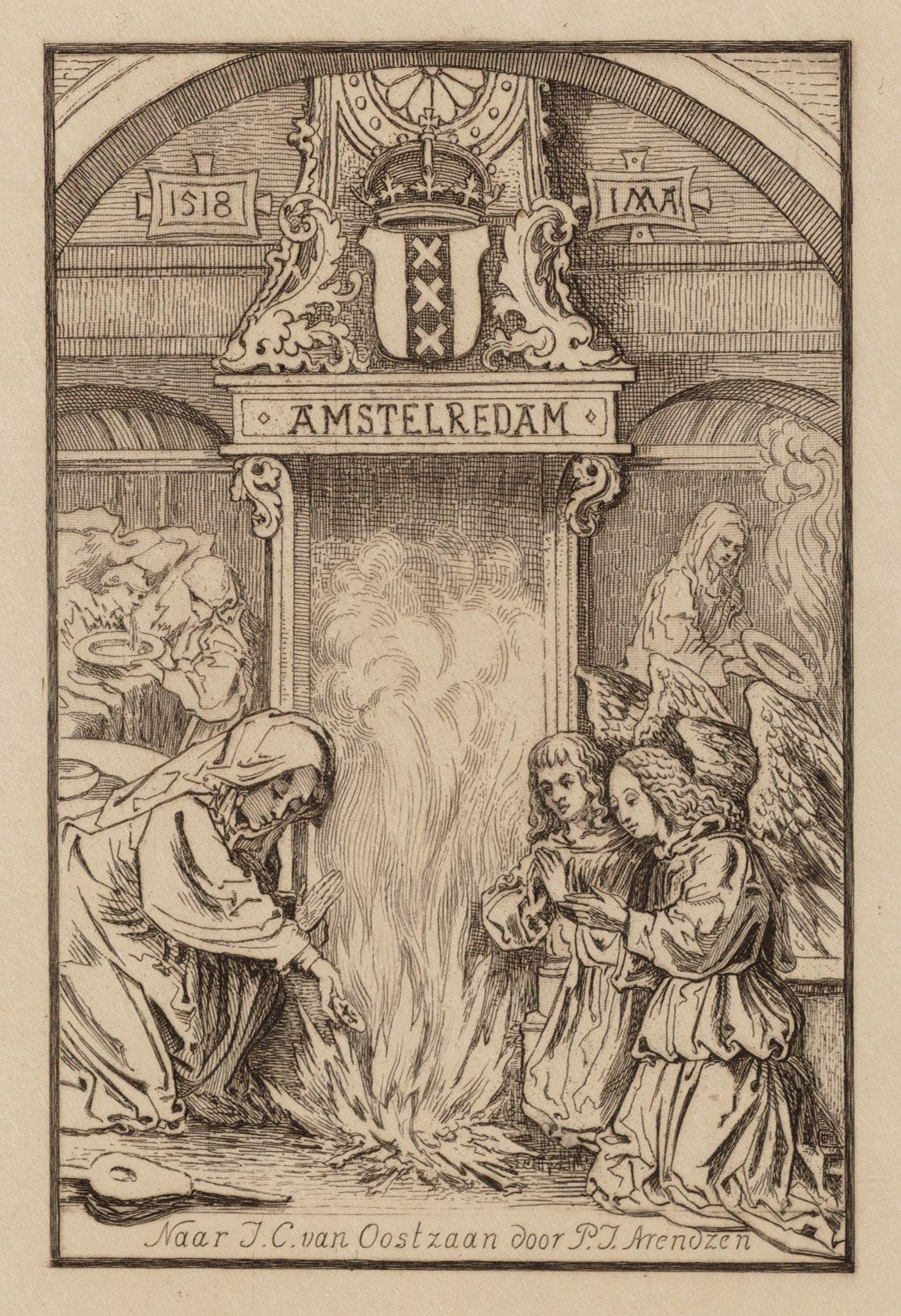
Le Miracle d'Amsterdam, avant 1895.